# Daniel Luna
 (mai 2013).
Pour les articles homonymes, voir Luna.
Víctor Daniel Luna Villarreal, alias Daniel Luna est un chanteur et un producteur mexicain né à Monterrey le 24 octobre 1978.

## Biographie
Daniel Luna s'était destiné à une carrière d'ingénieur industriel à l'université de Monterrey, mais se sentait destiné à la musique depuis ses huit ans.[réf. nécessaire]
C'est en 2001 que Daniel Luna lance son premier album intitulé En Tus Manos dans lequel un morceau fera un triomphe tant au niveau de la popularité que de sa fraîcheur dans ses paroles au niveau international. Il s'agit du El Besito Cachichurris (le baiser Cachichurris) dont le couplet est :
Yo lo unico que quiero es un besito
bien cachichurris machichurris chichichirris
como te los doy yo
jugando con los labios pero con mucho amor
Une version merengue est mise en ligne sur Myspace.
Ce titre est également repris dans le film Babel.[réf. nécessaire]
En 2005 il est diplômé comme ingénieur industriel tout en terminant sa quatrième production discographique, Mi Identidad qui comprend 10 morceaux dont :
- "El Gallo",
- "A ella",
- "Lo que importa es el dinero"
- "Si llego a ser",
- "Amigo mío"
- "Mi Identidad".

Ses influences musicales majeures proviennent de la région montagneuse du Nord... région d'où proviennent los Tigres del Norte et Luis Miguel.
Il assure en 2006, la production du premier album de son ami José Luis Reséndez.